# Kouvola RRT
Le Kouvola RRT (en finnois : Kouvola RRT), dit ausi terminal rail-route (en finnois : rautatie-maantieterminaali) est un terminal de transport combiné en construction reliant les transports de fret ferroviaire et routier à Kouvola en  Finlande,.

## Histoire
La construction du terminal a débuté en janvier 2019 et s'achèvera en 2022. Le terminal est construit à la frontière entre le centre de Kouvola et Valkeala principalement dans le quartier de Tykkimäki. Il est situé sur la voie ferrée de Carélie et sur la route nationale 15. Il sera le seul terminal ferroviaire et routier combiné de Finlande et il devrait être le terminal de fret le plus important de Finlande, car toutes les marchandises arrivant en Finlande par chemin de fer en provenance de la frontière russe le traversent.
Kouvola sera le seul terminal multimodal en Finlande du réseau transeuropéen de transport (RTE-T). En termes d'importance internationale, Kouvola RRT est comparable aux ports de Hamina-Kotka, Helsinki, Turku et Naantali, et aux aéroports d'Helsinki et de Turku.

## Aspects stratégiques
Kouvola RRT améliorera la compétitivité de la Finlande et de Kouvola et fera de Kouvola un centre de trafic international de marchandises encore plus important qu'il ne l'est aujourd'hui.
La logistique verte est un axe stratégique important pour la ville de Kouvola. Au niveau l'Union européenne aussi, l'objectif est de réduire considérablement les émissions de dioxyde de carbone du transport de marchandises. Les objectifs de l'Union européenne  comprennent le déplacement du transport de marchandises à longue distance de la route vers d'autres formes de transport. L'objectif est que d'ici 2030, 30 % du transport de marchandises ne passent plus par la route, et d'ici 2050 la moitié.
Kouvola investit 28 millions € dans le terminal ferroviaire et routier. L'Union européenne 9 millions € et l'État finlandais 4,4 millions €. La part du terminal multimodal dans les investissements de la ville de Kouvola en 2015-2022 est d'environ 10%.

## Liaisons de transport
Grâce à la gare de Kouvola en tant qu'intersection de la ligne de Kouvola à Joensuu et de la route nationale 15, de la proximité des routes nationales 6 et routes nationales 12 ainsi que de la frontière entre la Finlande et la Russie, Kouvola dispose d'excellentes liaisons avec l'ensemble de la Finlande et de la Russie.
Kouvola est à 145 kilomètres d'Helsinki, la capitale de la Finlande, à 200 km de Tampere, à 530 km d'Oulu et à 280 km de Saint-Pétersbourg.

### Distances routières
- Kotka        – 55  km
- Lahti        – 60  km
- Lappeenranta – 90  km
- Mikkeli      – 105 km
- Helsinki     – 135 km
- Vyborg      – 150 km
- Jyväskylä    – 195 km
- Tampere      – 195 km
- Tallinn     – 225 km[4]
- Kuopio       – 270 km
- Turku        – 295 km
- Saint-Pétersbourg      – 285 km
- Pori         – 300 km
- Joensuu      – 320 km
- Vaasa        – 440 km
- Oulu         – 530 km
- Stockholm     – 605 km[5]
- Rovaniemi    – 735 km

## Avancement du projet
Les travaux de construction du terminal ont débuté en janvier 2019 avec des travaux d'excavation et devraient s'achever début 2023. Le terminal sera construit à la frontière entre le district du centre de Kouvola et le district de Valkeala, c'est-à-dire l'ancienne ville de Kouvola et la commune de Valkeala, principalement du côté de Kouvola,.